# Synaldis pygmaea
Synaldis pygmaea är en stekelart som beskrevs av Henry Lorenz Viereck 1917. Synaldis pygmaea ingår i släktet Synaldis och familjen bracksteklar. Inga underarter finns listade i Catalogue of Life.